# Don Greenwood
Don Greenwood, är en amerikansk speldesigner och redaktör. Greenwood arbetade på spelföretaget Avalon Hill från 1972-1998 och var chefredaktör för företagets egen tidskrift The General mellan 1972 och 1982. Under sin tid på Avalon Hill medverkade Greenwood i produktionen av flera av företagets mest profilerade spel, i synnerhet Advanced Squad Leader. Han startade också spelkonventet Origins 1975.  Sedermera har han även arbetat för spelföretaget GMT Games.